# 克日什托夫·科辛斯基
克日什托夫·科辛斯基（Krzysztof Koszinshiky；乌克兰语： Кри́штоф Коси́нський ；波蘭語：Krzysztof Kosiński； 1545～ 1593年5月）是一名乌克兰軍人、註冊哥薩克的蓋特曼。

## 概述
其出身是屬於波蘭立陶宛波德拉斯基省的贵族。他父親是東正教的魯塞尼亞人，母親是天主教波兰人 。在史料中，他於1586年是作為扎波罗热哥萨克人的長老而出現的。 1590年春季時，在西吉斯蒙德三世国王命令下，他擊敗了入侵波多利亚的奥斯曼和克里米亚汗國的軍隊，由此被賜予了洛基托諾莊園。 在之後，他與挪用罗基托诺莊園（資產）的鲁塞尼亚公爵亞努什·奧斯特羅斯基產生衝突，並在1591年發起了反對公爵侵權行為的哥薩克叛亂，史稱科辛斯基起義。 1591年秋，他攻陷了公爵領地白采尔科维，並奪取了公爵官邸內所有關於莊園的正式文件。  1592年，隨著起事擴大，整个基辅省和波多利亚省的一部分被置於哥薩克的支配之下。1593年2月，他被奧斯特羅斯基的部隊所慘敗，進而逃走。到1593年切爾卡瑟期间，他被當地副市長
奧列克沙多爾·維什涅維茨基（Oleksarndol Vishneweziky）的附庸所殺。

## 備註
1. 1 2 3 4  Леп’явко 2008:211.
2. ↑  Herbarz polski. Uzupełnienia i sprostowania do części 1. Boniecki, Adam. — T. 11: Kosiński. — s. 273.

## 外部鏈接
- （英文） Ivan Briukhovetsky // Ukrainian Encyclopedia （页面存档备份，存于）
- （乌克兰語） Ivan Briukhovetsky // Ukrainians of the world[]